# ОШ „Младост” Пригревица
ОШ „Жарко Зрењанин” је једна од основних школа на подручју општине Апатин, Западнобачком округу. Смјештена је на адреси Вука Караџића 6А Пригревица.

## Историјат
Официјелно школовање у Пригревици почиње са колонизацијом Нијемаца која почиње 1763. године и траје до 1944. године. По доласку колониста, изграђена je школа поред цркве, а нова школска зграда подигнута je 1780. године. Ђаци се укључују  у тадашњи аустријски школски систем. Први учитељ био je Jакоб Лаjснер. По завршетку Другог светског рата, доласком нових житеља из Баније и Лике, настава почиње школске 1945/1946. године у четворогодишњем трајању, гдје се у једном разреду могло наћи и по три годишта. Већ наредне 1947. године отвара се „седмољетка“ или „прогимназија“ како су је звали, тако да се школовање могло наставити даље у Пригревици. Број ученика у  периоду 1947-1949. је достигао цифру од 750 ученика. Послије 1950. године школа прераста у осмољетку. Највећи број ученика забиљежен је школске 1956/1957. године – чак 1220. Први просветни радници су били учитељ Димитриjе – Мита Халас и мјештанка Грета Менингер, Рако и Мара Борозан. Нешто касниjе пристижу и остали просветари: из Сомбора Мира Бркић, Новог Бечеjа Бранко Киселички, потом Нада Ћирић-Бањанин, Вида и Миленко Коњовић и многи други. За шездесет година, у послијератном периоду, у школи у Пригревици je радило око 270 просветних радника. Настава се, тих послијератних година изводила, у више неподесних зграда. Коришћене су зграде: Мала школа поред цркве, Велика школа у близини „на спрат“, бивши одбор, ветеринарска зграда, зграда на углу поред биоскопа „Баниjа“ са 3-4 учионице и зграда бивше задруге „Огњен Прица“. Укупно 6 зграда и просториjе спортског друштва „Партизан“ као фискултурна сала, које су међусобно биле доста удаљене и нефункционалне. Дуго година je прошло у настојању села да ријеши oвaj проблем и изгради нову школску зграду. Нова зграда школе коначно je завршена у новембру 1983. године. Нова спортска хала изграђена је 2006. године на мјесту некадашњег школског парка и налази се уз саму школску зграду.